# Мейшеду, Франсишку
Франси́шку Ме́йра Мейше́ду (порт. Francisco Meira Meixedo; род. 19 мая 2001, Порту) — португальский футболист, вратарь клуба «Эштрела».

## Клубная карьера
Мейшеду — воспитанник клубов «Падроэнше» и «Порту». 18 августа 2019 года в поединке против «Варзина» Франсисшку дебютировал в Сегунда лиге за дублирующий состав последних. 14 мая 2022 года в матче против «Эшторил-Прая» он дебютировал в Сангриш лиге. В этом же сезоне Мейшеду стал чемпионом страны.

## Международная карьера
В 2019 году в составе юношеской сборной Португалии до 19 лет Мейшеду завоевал серебряные медали юношеского чемпионата Европы в Армении. На турнире он сыграл в матче против команды Армении.
В 2023 году в составе молодёжной сборной Португалии Мейшеду принял участие в молодёжном чемпионате Европы в Румынии и Грузии. На турнире он был запасным и на поле не вышел.

## Достижения
Клубные
 «Порту»
- Победитель Сангриш лиги — 2021/2022